# بيتر توث (لاعب كرة قدم)
بيتر توث (بالمجرية: Tóth Péter)‏ هو لاعب كرة قدم مجري في مركز الهجوم، ولد في 17 أبريل 1989 في بودابست في المجر. لعب مع اوكلاهوما سيتي أنرجي وزالايغيرزيغي تورنا إغيليت ونيا سلاميس فاماغوستا.